# Reginar al IV-lea de Mons
Reginar al IV-lea (sau Regnier) (n. cca. 950–d. 1013) a fost conte de Mons începând din 973.
Reginar a fost fiul contelui Reginar al III-lea de Hainaut și frate cu Lambert I, primul conte de Leuven.

## Viața
Tatăl său a fost conte de Hainaut până în 958, însă a căzut în dizgrația regelui Otto I al Germaniei și a pierdut comitatul în favoarea ducelui Godefroi I de Lotharingia Inferioară.
Reginar al IV-lea a primit comitatul de Mons în 973, însă a fost înlocuit cu contele Godefroi I de Verdun în 974. Însă în 998 a reprimit comitatul.

## Familia
Reginar al IV-lea a fost căsătorit cu Hedwiga, fiică a regelui Hugo Capet cu Adelaida de Poitou.
Ei au avut următorii copii:
- Reginar, succesor în comitatul de Mons; căsătorit cu Matilda de Verdun, fiică a contelui Herman de Brabant.
- Lambert de Mons
- Beatrice, căsătorită cu contele Ebles I, conte de Reims și de Roucy și arhiepiscop de Rheims.
- Ermentruda, decedată la vârsta de 2 sau 3 ani.

1. 1 2  Family tree of Reginar IV Hainaut Count of Mons (în engleză), Geneanet, accesat în 24 august 2023
2. ↑  The Peerage